# Pseudonapomyza lucentis
Pseudonapomyza lucentis este o specie de muște din genul Pseudonapomyza, familia Agromyzidae, descrisă de Spencer în anul 1959. Conform Catalogue of Life specia Pseudonapomyza lucentis nu are subspecii cunoscute.